# Port-Valais

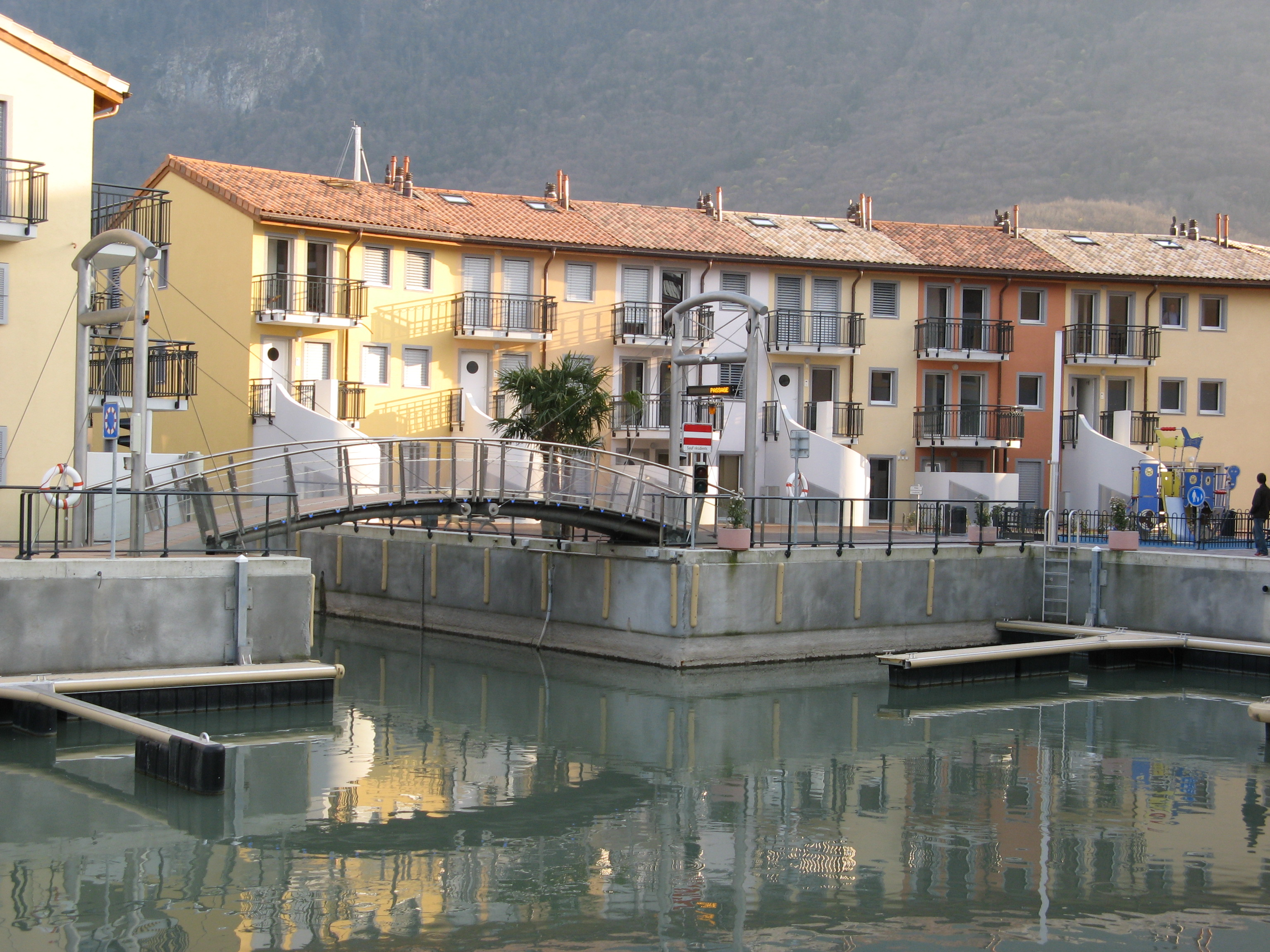
Le Bouveret, apartamenty w porcie jachtowym

Port-Valais – miejscowość i gmina (commune) w południowej Szwajcarii, w kantonie Valais, w okręgu (district) Monthey. Do gminy należą miejscowości Le Bouveret (3 594 mieszkańców) i Les Evouettes (890 mieszkańców). Gmina leży na południowym brzegu Jeziora Genewskiego, nad rzeką Rodan.

## Demografia
W Port-Valais mieszkają 4 403 osoby. W 2021 roku 30,4% populacji gminy stanowiły osoby urodzone poza Szwajcarią. 

## Transport
Przez teren gminy przebiegają drogi główne nr 21 i nr 144. 